# Fanø
Fanø anhörenⓘ [ˈfæːnø] ist eine dänische Insel in der Nordsee westlich von Jütland.

## Geographie

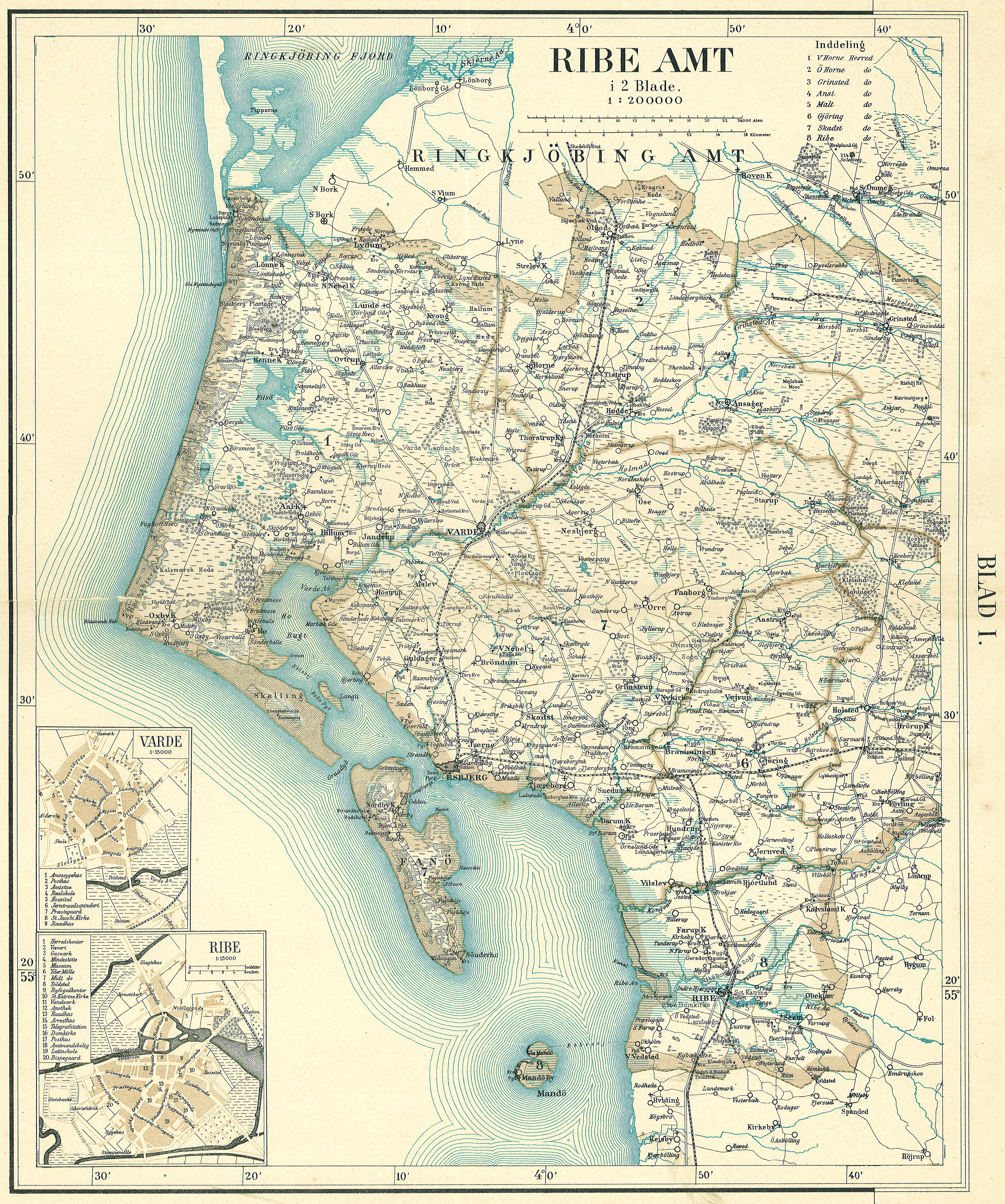
Historische Karte mit Fanø

Blick vom 17 Meter hohen Kikkebjerg über Nordfanø nach Esbjerg

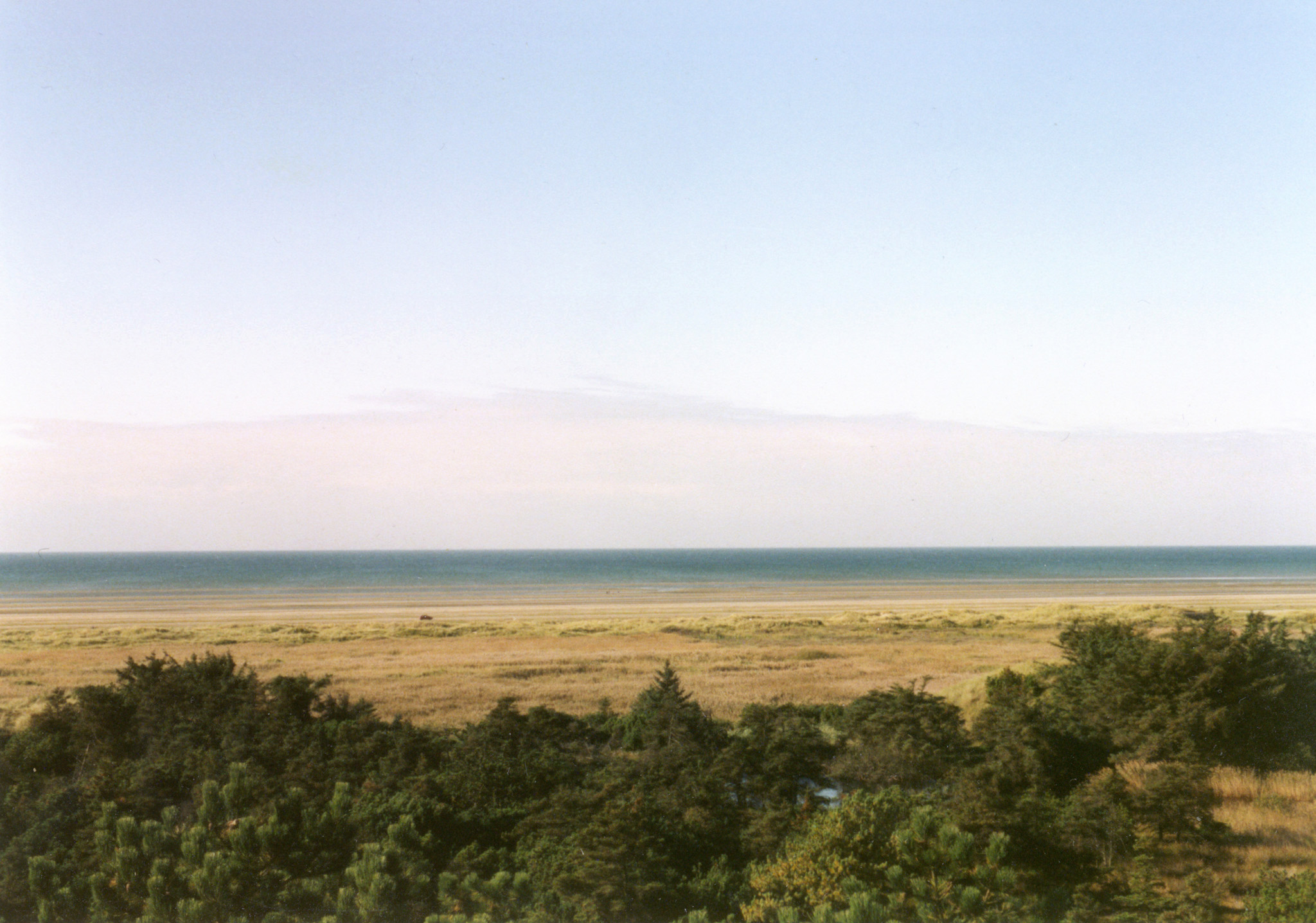
Strand an der Westküste

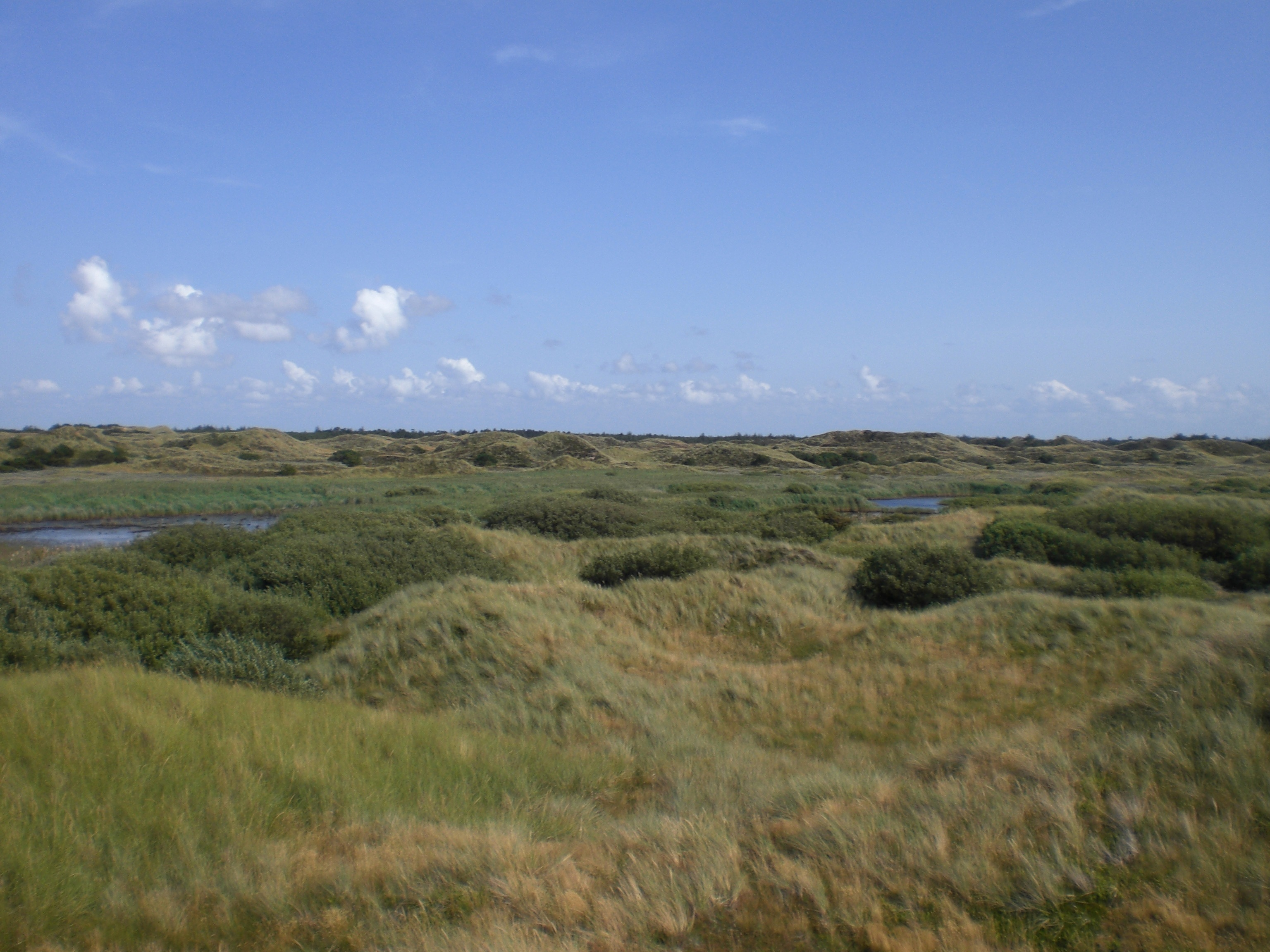
Dünenwanderweg

Bunker am Halevejen östlich von Rindby

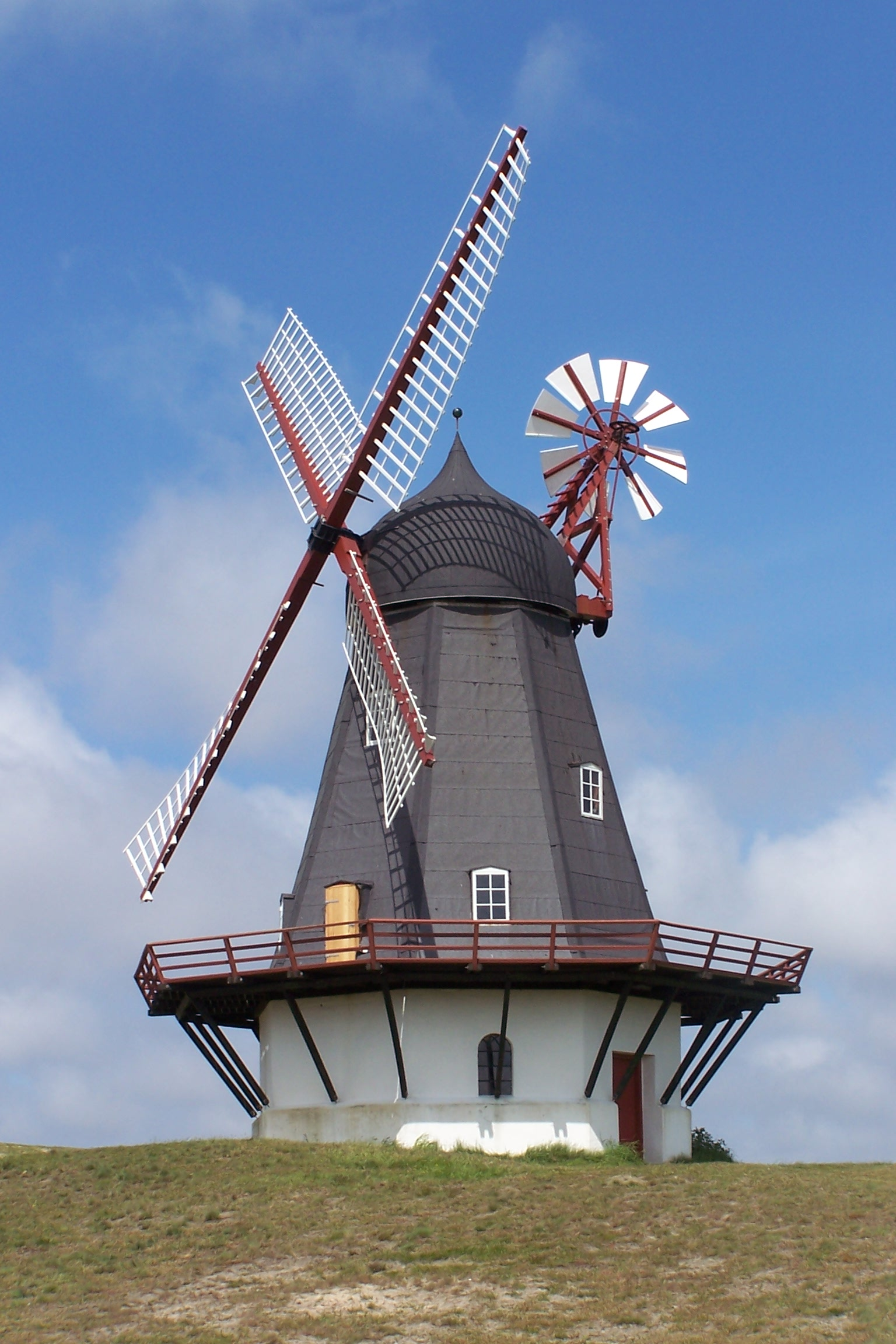
Mühle von Sønderho

Fanø ist die zweitnördlichste der dänischen Wattenmeerinseln und liegt etwa 50 Kilometer nördlich von Sylt. Die nächste größere Stadt ist die zu Jütland gehörende Industrie- und Hafenstadt Esbjerg. Eine Fähre verbindet Fanø mit Esbjerg. Die Fahrzeit beträgt rund zwölf Minuten.
Fanø ist 16 Kilometer lang und misst an der breitesten Stelle 5 Kilometer. Auf der 55,78 km² großen Insel wohnen 3426 Einwohner (1. Januar 2023). Das entspricht einer Bevölkerungsdichte von ungefähr 61 Personen pro km².
Die zwei größten Orte der Insel sind Nordby mit 2738 und Sønderho mit 294 Einwohnern (1. Januar 2023). Daneben gibt es die Orte Fanø Bad und Rindby. Die Wirtschaft ist wesentlich vom Tourismus geprägt.
Fanø entstand als Sandbank in dem seichten Meeresbereich zwischen Horns Rev (Riff) und der deutschen Insel Sylt. Der Untergrund der Insel besteht mithin überwiegend aus Flugsandformationen, die sowohl hohe Dünen als auch flache Partien ausgebildet haben. Die weiten Dünen und der breite Sandstrand, der sich an der gesamten Westküste Fanøs erstreckt, sind die prägenden Landschaftsformen. Noch heute werden vom Meer große Mengen Sand an den Weststrand gespült, so dass die Insel sich in Richtung Westen langsam vergrößert. Im Osten der Insel (von Grøningen im Norden bis Hønen bei Sønderho im Süden) verläuft ein schmaler Streifen mit Marschland und Strandwiesen, die extensiv beweidet werden und aus denen Schilfrohr gewonnen wird.
In der Mitte der Insel sind Heideland, ein angepflanztes Kiefernwäldchen und eine sogenannte Klitplantage, deutsch etwa: Dünenplantage, zu finden. Insbesondere im Herbst und im Winter wird nach Stürmen am Weststrand der Insel vergleichsweise viel Bernstein angespült. Hier wurden auch schon Perlen, Tierfiguren und Amulette aus Bernstein gefunden, die auf die Zeit der mesolithischen Maglemose- oder Ertebølle-Kultur datiert werden.

## Geschichte
Die Insel hat eine sehr wechselvolle Geschichte. Anfangs handelte es sich bei Fanø um eine Sandbank in der Nordsee, die lange Zeit unbesiedelt war. Im Grundbuch König Waldemars II. ist die Insel 1231 nachweisbar. In der Neuzeit hatten die Bewohner schwer mit Flugsand zu kämpfen. Dies ist einer der Gründe für die Anlage der Klitplantage. Im Jahre 1741 kauften sich die Anwohner der Insel auf einer Auktion in Ribe von der dänischen Krone frei. Die Insel fiel einschließlich der Jagd- und Strandrechte für 6.000 Reichstaler an die Bewohner. Seit dem 18. Jahrhundert gibt es in den Orten Nordby und Sønderho jeweils einen „königlich privilegierten“ Kro (deutsch: Dorfkrug).
Im 19. Jahrhundert erlebte die Insel eine rasante Entwicklung der Schifffahrt. Im Jahre 1870 besaß die Insel die zweitgrößte Handelsflotte Dänemarks; nur die Flotte von Kopenhagen war bedeutender. Aus dieser Zeit findet man bis heute in Nordby und Sønderho zahlreiche gepflegte Fischerhäuser und Kapitänsvillen. Mit der zunehmenden Versandung des Hafens von Sønderho und dem Bau des Dampfschiffhafens in Esbjerg endete diese Epoche.
Im August 1934 fand auf Fanø die Ökumenische Jugendkonferenz des Weltbundes für Freundschaftsarbeit der Kirchen statt. Dietrich Bonhoeffer hielt dort zwei Reden unter dem Titel Die Kirchen und der Friede, in der er zum Frieden unter den Völkern aus christlicher Verantwortung aufrief.
Während der deutschen Besatzung Dänemarks im Zweiten Weltkrieg war Fanø Teil des „Atlantikwalls“. Aus dieser Zeit stammen zahlreiche Bunker und andere militärische Befestigungen der deutschen Wehrmacht auf der Insel. Nach dem Krieg wurden sie teilweise vergeblich gesprengt, einige aber noch lange von der dänischen Armee weitergenutzt. Eine Interessengruppe ist derzeit dabei, einige Bunker wieder für die Öffentlichkeit zugänglich zu machen. Nördlich von Nordby am Ende des Weges Vesternasen gibt es eine ganze Ansammlung von begehbaren Bunkern. Die Bunker an der Südseite der Insel sind ebenfalls ein beliebtes Ausflugsziel für Touristen.
Fanø war mit seinen beiden Kirchspielsgemeinden Nordby Sogn und Sønderho Sogn Teil der Harde Skast Herred im damaligen Ribe Amt. Seit 1970 bildet die Insel eine eigenständige Kommune im geringfügig umgestalteten Ribe Amt. Bei einer Abstimmung im Jahr 2005 entschieden sich die Bewohner der Insel dagegen, dass Fanø im Rahmen der 2007 vorgenommenen dänischen Kommunalreform ein Teil der neuen Esbjerg Kommune (zusammen mit den ehemaligen Kommunen Ribe und Bramming) in der neuen Region Syddanmark wurde, in der das bis dahin bestehende Ribe Amt aufging. Insgesamt stimmten rund zwei Drittel der Wahlberechtigten gegen den Zusammenschluss. Fanø bildet damit nach Læsø die zweitkleinste Kommune Dänemarks (diese zwei und die anderen beiden „Inselkommunen“ Ærø und Samsø bilden die einzigen dänischen Kommunen mit weniger als 10.000 Einwohnern). Am 1. August 2019 wurden die beiden Kirchspielsgemeinden Nordby Sogn und Sonderho Sogn zum Fanø Sogn vereinigt.

## Natur
Unter den Säugetieren ist das Wildkaninchen besonders augenfällig. Die Tierart wurde 1913 auf die Insel gebracht und hat sich seither stark vermehrt. Die Tiere verursachen auf Feldern und in Forsten beträchtliche Schäden. Rehwild ist seit 1950 auf der Insel. Die ersten Tiere kamen vom Herrensitz Valdemars Slot auf Tåsinge. Während Fuchs, Hermelin und Hase auf Fanø heimisch sind, fehlen Eichhörnchen, Ratte und Maulwurf.
Das Vogelleben auf der Insel ist besonders zur Zeit des Vogelzuges sehr ausgeprägt. Scharen von Enten, Gänsen, Watvögeln und Singvögeln ziehen entlang der Küstenlinie im Frühjahr in ihre arktischen und subarktischen Brutgebiete und im Herbst zurück in die im Bereich der Nordseeküste, im Mittelmeerraum oder auf dem afrikanischen Kontinent liegenden Überwinterungsgebiete. Zahlreiche Zugvögel rasten auf der Insel oder verbleiben dort in milden Wintern (insbesondere Watvögel wie Sanderling, Steinwälzer, Austernfischer aber auch Sperlingsvögel wie Bergfink und Schneeammer). Im Jahr 2015 wurde in den Dünen etwa drei Kilometer nördlich der Strandzufahrt bei Sønderho, nahe am Strand, der Sønderhosø (deutsch „Sønderhosee“) angelegt, der aus Regenwasser gespeist wird. Am Südufer des Sees befindet sich eine Vogelbeobachtungsstation, die vom Weststrand aus zu erreichen ist.
Die enormen Scharen durchziehender Enten hatte die Bewohner der Insel zwischen 1866 und 1888 dazu veranlasst, auf der Wattseite der Insel insgesamt vier Vogelkojen anzulegen. Die Vogelkojen wurden in Teilhaberschaften betrieben. Die Anteile durften nur vererbt und nicht verkauft werden. Der Bau kostete damals ca. 9000 dänische Kronen, der jährliche Unterhalt betrug 1000 Kronen. In jeder dieser Vogelkojen wurden jährlich bis zu 5.000 Enten gefangen. 1887 zahlte man für eine Stockente 90 Øre, für eine Spießente 75 Øre, für eine Pfeifente 60 Øre und für eine Krickente 35 Øre. Das Geschäft mit den Enten war für die Inselbewohner eine gute Einnahmequelle. Seit 1931 ist diese Art des Vogelfangs in Dänemark verboten. Nach dem Jagdverbot verloren die Besitzer das Interesse, und die Vogelkojen verwahrlosten zunehmend. Anfang der 1960er Jahre wuchs das Interesse auf Fanø wieder, drei Vogelkojen zu beleben. Die lokalen Jagdvereine nahmen die Albue Vogelkoje und die Sønderho Vogelkoje wieder in Betrieb, allerdings wurden sie jetzt zur Zucht und zur Aussetzung von Stockenten genutzt. Eine besondere Funktion erhielt die Sønderho Gamle Fuglekøje. Sie wurde nach einem Neuaufbau von 1960 bis 1990 als Beringungsstation vom Wildbiologischen Institut auf Kalø (dän.: Miljøundersøgelser på Kalø) genutzt und kann seit 2003 nach einer umfangreichen Renovierung mit Informationspavillon und Aussichtsturm besichtigt werden. Die Terredal Fuglekøje und die Albue Fuglekøje in der Albue Bugt (deutsch: Ellenbogen Bucht) ist mit Privatfahrzeugen erreichbar und kann besichtigt werden.

## Tourismus und Sport
Die Insel ist stark vom Tourismus geprägt. Bereits Anfang des 20. Jahrhunderts wurde in Fanø Vesterhavsbad das erste Hotel erbaut. Aus dieser Zeit stammen auch die bedeutenden Fanø Golf Links, die ältesten Dänemarks. Im Bereich der beiden Orte Fanø Vesterhavsbad und Rindby befindet sich das große Ferienhausgebiet Rindby Strand sowie mehrere Campingplätze. Insgesamt standen im Jahr 2008 mehr als 2.700 Ferienhäuser auf der Insel.
Die Fanniker, die Bewohner Nordbys, präsentieren jedes Jahr im Sommer ihre Trachten, Tänze und alten Lieder auf den Fannikerdagen.
Am 26. Juni 2021 wurde der Hafen von Sønderho wieder in Betrieb genommen, nachdem er rund 30 Jahre zuvor versandet war und nicht mehr angelaufen werden konnte. Dazu wurde eine neue Fahrrinne Slagters Lo mit einer Länge von etwa 4,5 km und einer Breite von sechs bis zwölf Metern gebaggert.
Ab 1919 fanden am Strand der Insel Motorsportwagen-Wettfahrten statt, die von drei dänischen Automobilclubs organisiert wurden.

## Museen
Zahlreiche Museen dokumentieren das Leben auf der Insel. Das 1992 gegründete Kunstmuseum Fanø in Sønderho hat eine bedeutende Sammlung von Werken dänischer Westküstenmaler. In der Schifffahrts- und Trachtensammlung sowie dem Fanø-Museum in Nordby werden Artefakte lokaler Kultur ausgestellt. Hannes Hus in Sønderho zeigt exemplarisch den Alltag einer Bewohnerin von Fanø um 1900.
Das private Café Nanas Stue in Sønderho beherbergt die Fanø-Fliesensammlung (daher auch Fliesenmuseum genannt). Hier sind kunstvolle, teils weit über hundert Jahre alte Fliesen ausgestellt, die die Seeleute bei ihren Leerfahrten aus den Niederlanden als zunehmend nachgefragtes Gut mit heimbrachten.

## Kirchen
Es gibt zwei Kirchen auf der Insel. Die ältere „Sønderho Kirke“ wurde 1782 eingeweiht; sie hatte ein im 18. Jahrhundert abgerissenes Kirchenbauwerk als Vorgänger, wozu ein Pfarrhaus aus dem 16. Jahrhundert gehörte. Die Kirche besitzt ein Granit-Taufbecken aus dem 13. Jahrhundert. Die Kanzel stammt aus dem 16. Jahrhundert, sie wurde 1764 bei einer Renovierung vergoldet. Das vierteilige barocke Altarbild, das in Öl gemalt wurde, stammt aus dem Jahr 1717 und zeigt Christus bei einem Abendmahl-Szenario. Als typisches Beiwerk befinden sich 15 Votivschiffe im Kirchenraum, die im Kirchenschiff unter dem Dach aufgehängt und die nach Anzahl einmalig in Jütland sind. Sie gehört mit einem Fassungsvermögen von einst 800 Personen zu den größten Schifffahrts- und Seefahrerkirchen in Dänemark.
Die „Nordby Kirke“, die 1786 erbaut wurde, besitzt neben den religiösen Ausstattungsmerkmalen ebenfalls einige sehenswerte Schiffsmodelle im Kirchenschiff.
Architektonisch auffällig sind die beiden Inselkirchen durch den Verzicht auf Kirchtürme, die Kirchenglocken fanden Platz in kleineren Dachreitern.

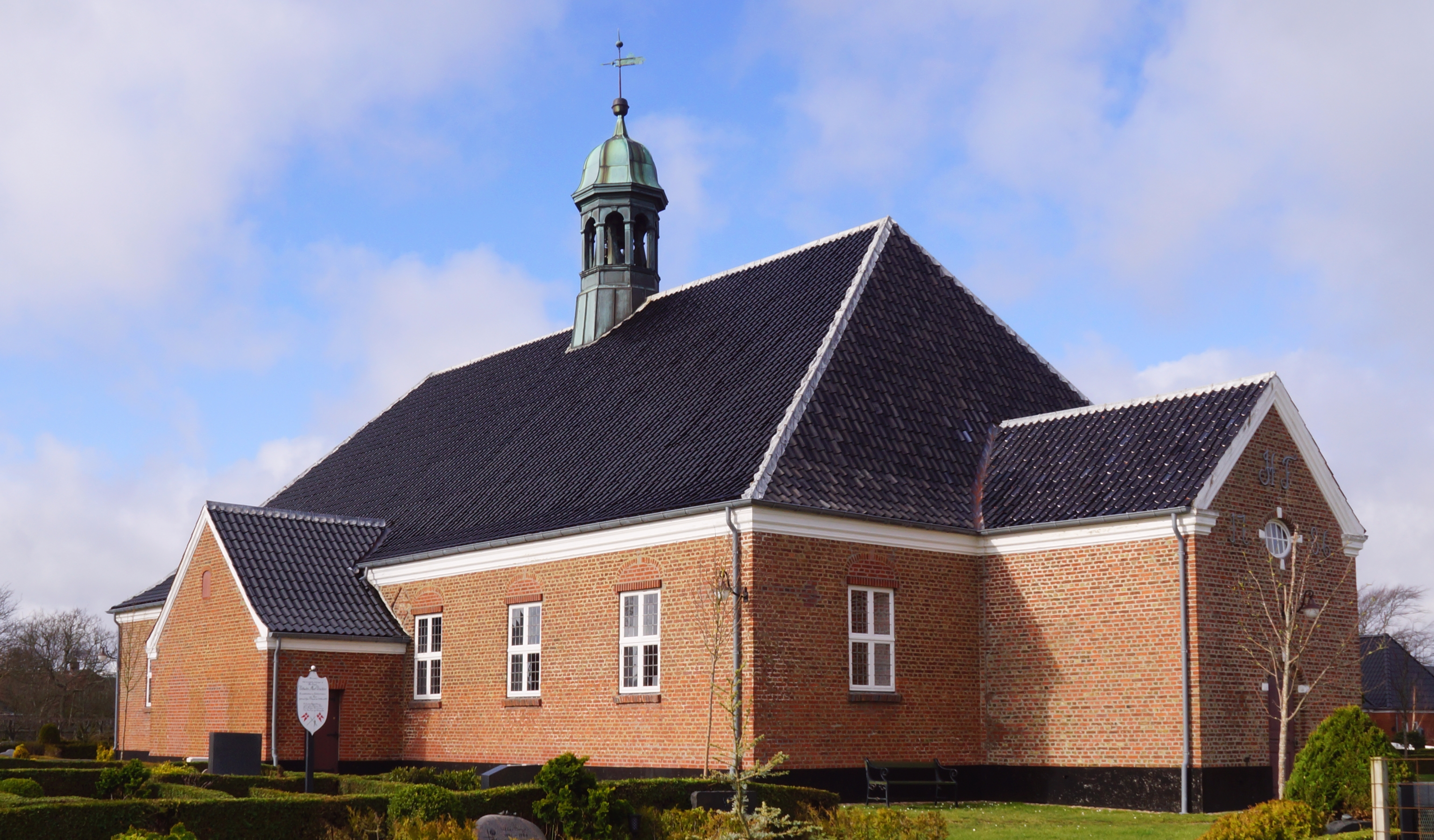
Kirche von Nordby
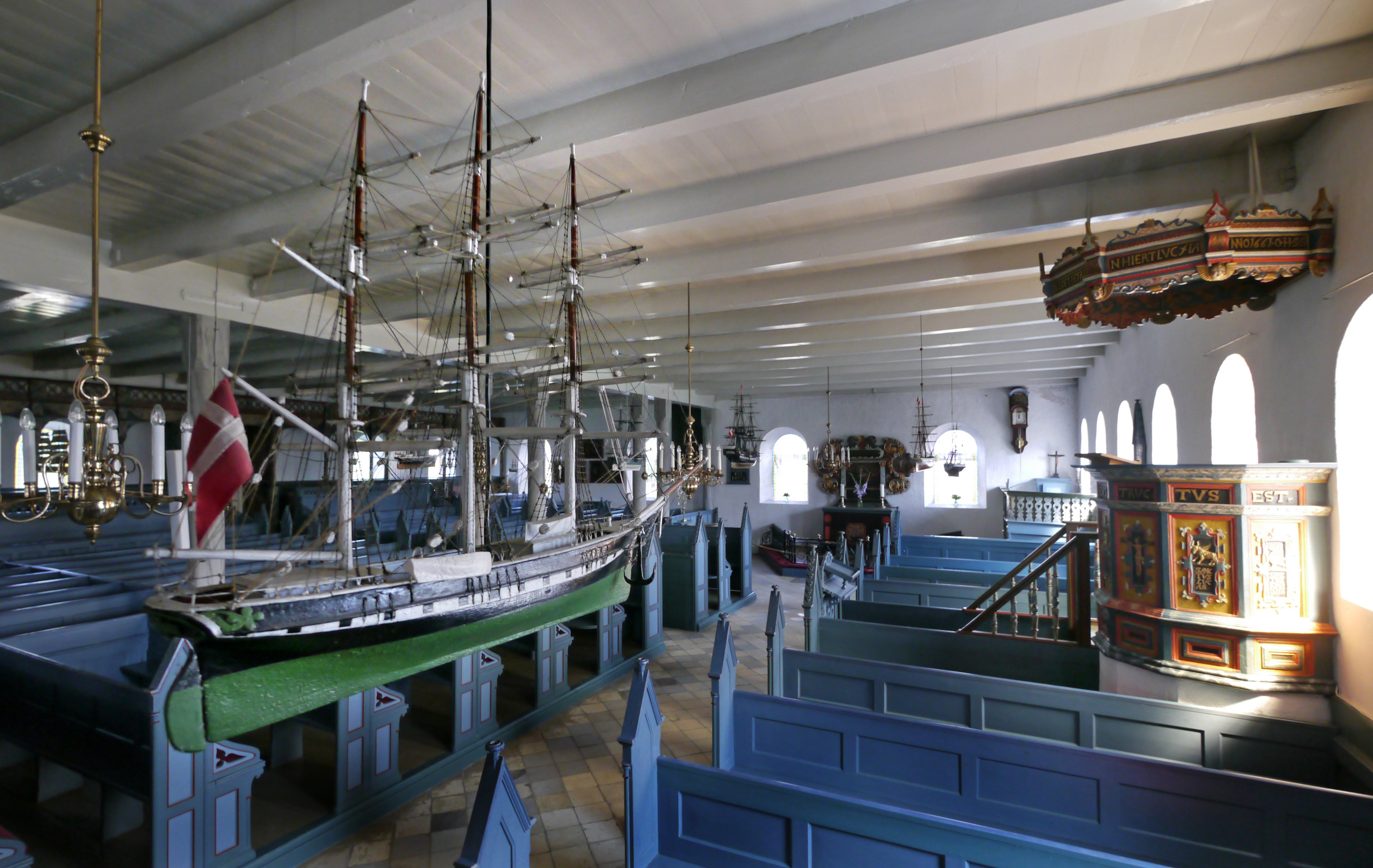
Innenraum der Kirche von Sønderho mit Segelschiffmodellen
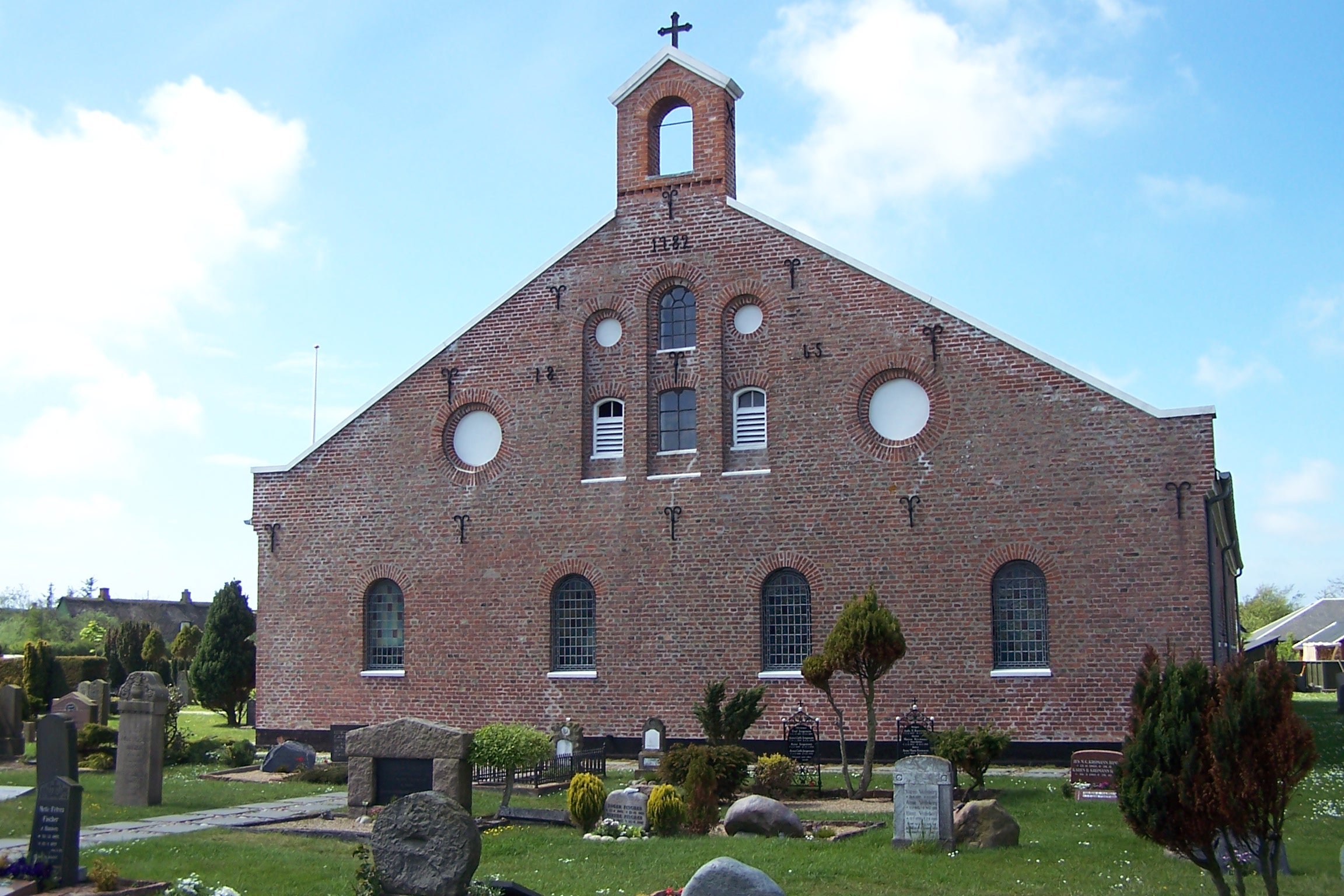
Kirche von Sønderho

## Drachenfest

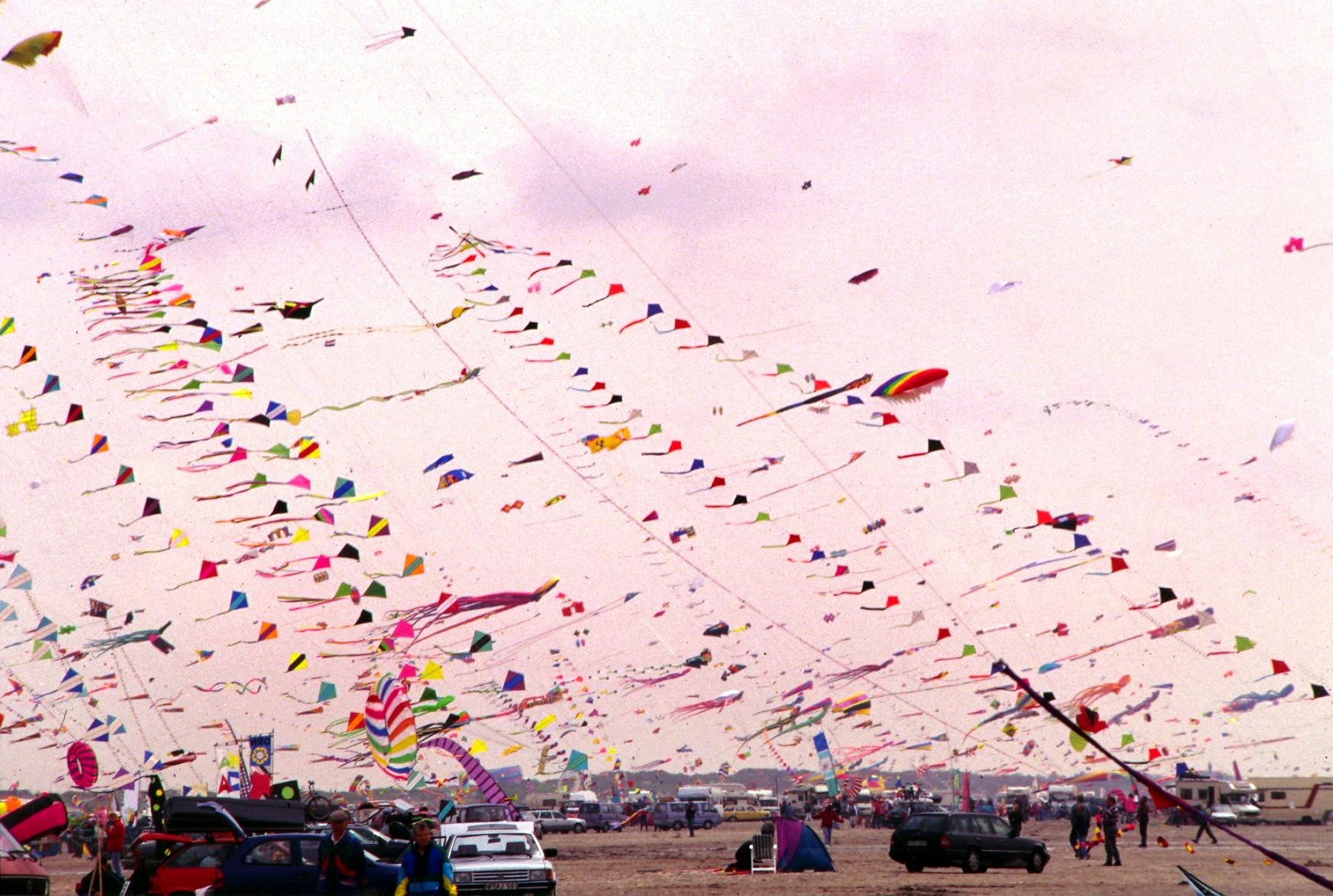
Kiteflyer-Meeting

Jedes Jahr um den 17./18. Juni findet das größte internationale Kiteflyer-Meeting der Welt statt. Das Drachenfest findet offiziell von Donnerstag bis Sonntag zwischen Rindby und Fanø Bad statt. Am Donnerstagabend ist in der Reithalle von Rindby das traditionelle Begrüßungstreffen; Samstags findet eine Versteigerung rund um Drachen statt. Der Erlös kommt einer Hilfsorganisation für notleidende Kinder in Kolumbien zugute. 2009 fand das Treffen zum 25. Mal statt. Es werden traditionell lediglich die Fanø Classics, ein Meeting zum Thema „Historische Drachen“ und die Versteigerung organisiert. Ein offizielles Drachenfest mit eingeladenen Gästen gibt es nicht. Trotzdem kommen jedes Jahr im Juni bis zu 4.000 Drachenflieger und tausende Besucher aus aller Welt nach Fanø.

## Söhne und Töchter Fanøs
- Erik Aaes (1899–1966), Szenenbildner
- Lilian Brøgger (* 1950), Bilderbuch-Illustratorin

## Persönlichkeiten, die in Fanø gewirkt haben
- Elsa Nöbbe (1892–1968), deutsche Malerin
- Annemarie Hansen (1898–1982), deutsche Malerin

## Fanø in Kunst und Kultur
1935 veröffentlichte der deutsche Schriftsteller Günther Weisenborn seinen Roman Das Mädchen von Fanö, der 1940/1941 unter demselben Titel auch verfilmt wurde.
Fanø und Esbjerg dienten als Motiv für die Insel Sande und die Küstenstadt Morlunde im 2003 erschienenen Roman Mitternachtsfalken von Ken Follett.